# Веселівська сільська громада
Веселівська сільська об'єднана територіальна громада — колишня об'єднана територіальна громада в Україні, у Старобільському районі Луганської області. Адміністративний центр — село Веселе.
Утворена 9 липня 2018 року шляхом об'єднання Веселівської, Караяшницької та Садківської сільських рад Старобільського району.
29 квітня 2020 року Кабінет Міністрів України затвердив перспективний план формування територій громад Луганської області, в якому Веселівська ОТГ відсутня, а Веселівська, Караяшницька та Садківська сільські ради включені до Чмирівської ОТГ.

## Населені пункти
У складі громади 11 сіл: Антонівка, Березове, Бондареве, Веселе, Західне, Караяшник, Лозове, Петрівське, Роздольне, Садки, Тарабани.